# Мид-Лоуренс, Андреа
А́ндреа Ба́рио Мид-Ло́уренс (англ. Andrea Bario Mead-Lawrence; 19 апреля 1932, Ратленд — 30 марта 2009, Маммот-Лейкс) — американская горнолыжница, выступавшая в слаломе, гигантском слаломе и скоростном спуске. Представляла сборную США по горнолыжному спорту в конце 1940-х — середине 1950-х годов, двукратная чемпионка зимних Олимпийских игр в Осло, двукратная чемпионка мира.

## Биография
Андреа Мид родилась 19 апреля 1932 года в округе Ратленд штата Вермонт, США. Её семья владела небольшим горнолыжным курортом Pico Peak, поэтому девочка с раннего детства стояла на лыжах, а в возрасте четырнадцати лет уже вошла в состав американской национальной сборной.
В 1948 году одержала победу на престижных соревнованиях в Европе Arlberg-Kandahar и отправилась на зимние Олимпийские игры в Санкт-Морице (на тот момент ей было всего лишь 15 лет) — финишировала здесь восьмой в слаломе, заняла 35 место в скоростном спуске и 21 место в комбинации.
Выступила на домашнем чемпионате мира 1950 года в Аспене, показала семнадцатый результат в слаломе, шестой результат в гигантском слаломе и девятый результат в скоростном спуске.
В 1951 году вышла замуж за американского горнолыжника Дэвида Лоуренса и с этого момента выступала под двойной фамилией Мид-Лоуренс.
Наибольшего успеха в своей спортивной карьере добилась в сезоне 1952 года, когда побывала на Олимпийских играх в Осло и привезла оттуда две награды золотого достоинства — обошла всех своих соперниц в слаломе и гигантском слаломе. При этом в программе скоростного спуска оказалась на семнадцатой позиции. Поскольку здесь также разыгрывалось мировое первенство по горнолыжному спорту, дополнительно получила статус чемпионки мира.
Став двукратной олимпийской чемпионкой, Андреа Мид-Лоуренс на некоторое время отошла от спорта, чтобы больше времени уделять семье, в частности в течение четырёх лет она родила троих детей. В 1956 году вернулась в главную горнолыжную команду США и благодаря череде удачных выступлений удостоилась права защищать честь страны на Олимпийских играх в Кортина-д’Ампеццо — на сей раз попасть в число призёров не смогла: по сумме двух попыток в слаломе заняла 25 место, в гигантском слаломе была четвёртой, тогда как в зачёте скоростного спуска закрыла тридцатку сильнейших.
За выдающиеся спортивные достижения в 1958 году была введена в Национальный зал славы лыжного спорта.
Завершив спортивную карьеру, в 1960-х годах переехала на постоянное жительство в горнолыжный курортный город Аспен, где входила в совет по планированию. В 1967 году её брак распался, и с пятью детьми она поселилась в Маммот-Лейкс, Калифорния. В 1982 году была избрана на должность управляющей округом Моно и затем неизменно находилась на этом посту в течение 16 лет.
Значительную часть своей жизни Мид-Лоуренс посвятила борьбе с жилой застройкой в заповедных зонах. С 2003 года в США действует Институт гор и рек имени Андреа-Мид Лоуренс, некоммерческая организация, занимающаяся консервацией территорий горной системы Сьерра-Невада.
Ещё в 2000 году ей была диагностирована лейомиосаркома, 30 марта 2009 года в возрасте 76 лет она скончалась от этого заболевания.
Посмертно введена в Зал славы спорта Вермонта (2012).
10 января 2013 года президент Барак Обама подписал указ о переименовании пика 12,240 в округе Моно в гору Андреа Мид-Лоуренс.
Её племянник Мэтт Мид был губернатором штата Вайоминг в 2011—2019 годах.